# Mech Cadets
Mech Cadets är en amerikansk animerad äventyrs- och actionserie vars första säsong hade premiär den 10 augusti 2023 på Netflix. Första säsongen består av tio avsnitt. Serien är skapad av Aaron Lam, som också skrivit seriens manus, vilket är baserat på Greg Paks romanserie Mech Cadet Yu.

## Handling
Serien kretsar kring en tonåring som ansluter sig till en grupp unga kadetter som fått i uppdrag att försvara jorden mot inkräktare från rymden.

## Rollista (i urval)
- Brandon Soo Hoo
- Aparna Brielle – Ava Patel
- Victoria Grace
- Josh Sundquist
- Anairis Quiñones
- Daniel Dae Kim
- Robbie Daymond
- Ming-Na Wen
- Scott Whyte
- Debra Wilson